# Oscar Mathisens pris

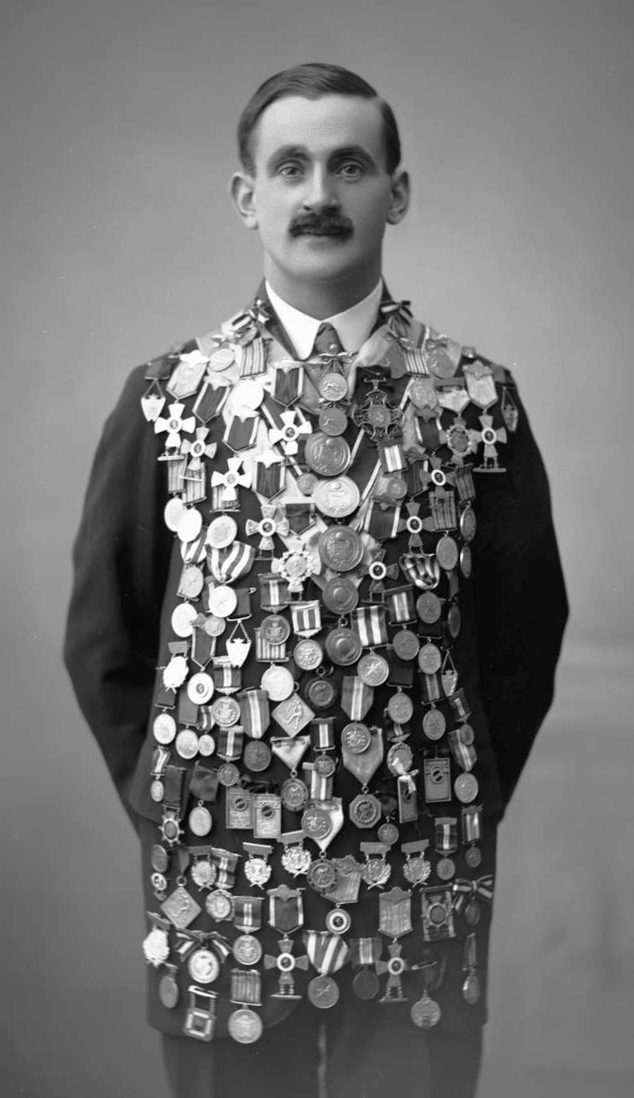
Oscar Mathisen

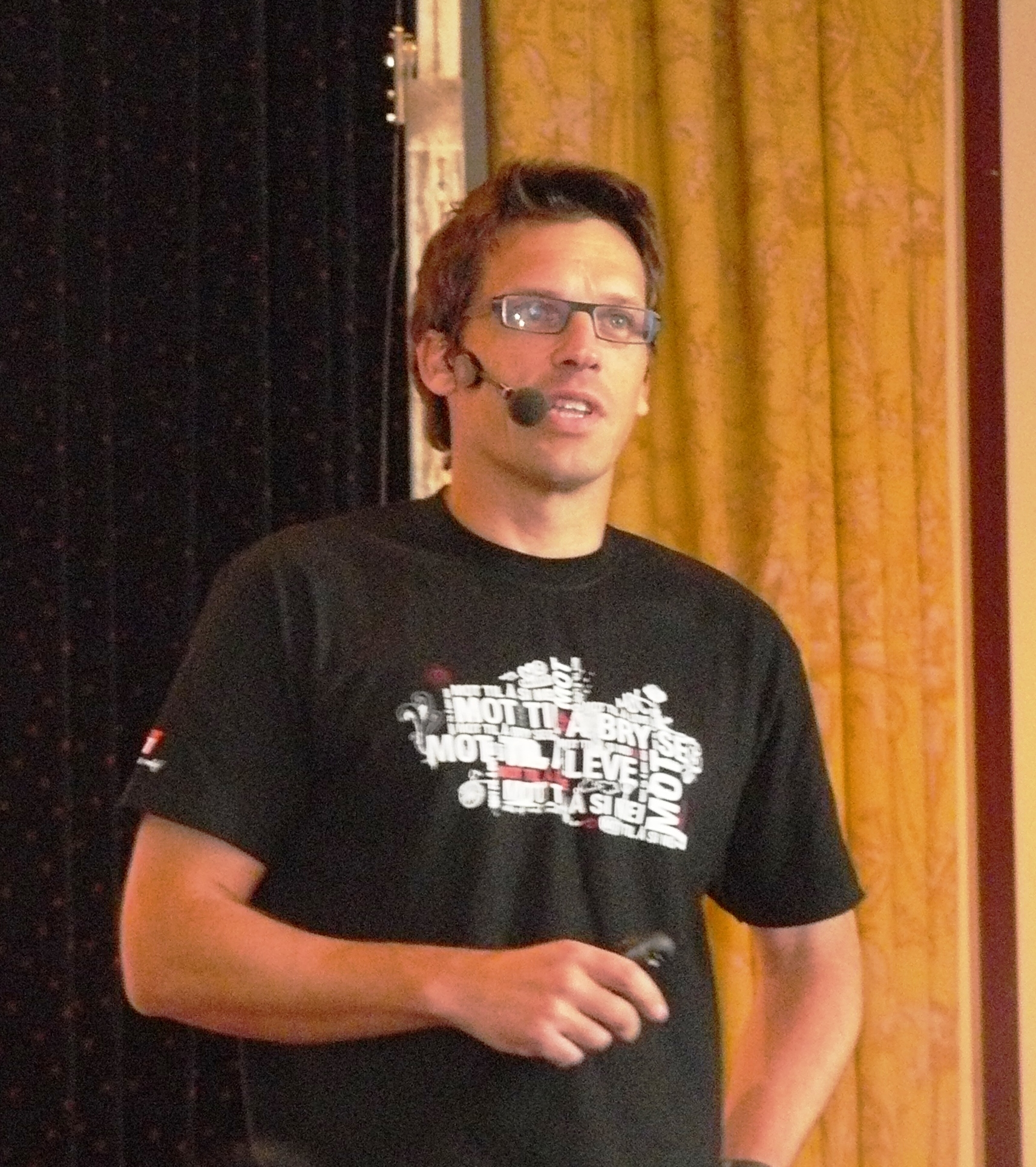
Johann Olav Koss fick priset tre gånger, 1990, 1991 och 1994

Oscar Mathisens pris (Oscarstatuetten) är ett norskt pris som delas ut varje år för framstående prestationer inom skridskosporten. Det har delats ut sedan 1959 och det instiftades av Oslo Skøiteklub till minne av Oscar Mathisen. 
Norrmannen Knut Johannesen var den förste pristagaren. Fram till 1967 kunde man vinna priset endast en gång och fram till 1987 kunde kvinnor inte erhålla priset. Bonnie Blair var den första kvinna som fick priset 1992.
Vinnaren får en miniatyr av skulptören Arne Durbans staty av Oscar Mathisen.  Statyn står i Frognerstadion i Oslo där Oscar Mathisen vann många minnesvärda segrar.

## Prisvinnare
- 1959 	Knut Johannesen, Norge
- 1960 	Boris Stenin, Sovjetunionen
- 1961 	Henk van der Grift, Nederländerna
- 1962 	Jonny Nilsson, Sverige
- 1963 	Nils Aaness, Norge
- 1964 	Ants Antson, Sovjetunionen
- 1965 	Per Ivar Moe, Norge
- 1966 	Kees Verkerk, Nederländerna
- 1967 	Kees Verkerk, Nederländerna
- 1968 	Fred Anton Maier, Norge
- 1969 	Dag Fornæss, Norge
- 1970 	Ard Schenk, Nederländerna
- 1971 	Ard Schenk, Nederländerna
- 1972 	Ard Schenk, Nederländerna
- 1973 	Göran Claeson, Sverige
- 1974 	Sten Stensen, Norge
- 1975 	Jevgenij Kulikov, Sovjetunionen
- 1976 	Sten Stensen, Norge
- 1977 	Eric Heiden, USA
- 1978 	Eric Heiden, USA
- 1979 	Eric Heiden, USA
- 1980 	Eric Heiden, USA
- 1981 	Amund Sjøbrend, Norge
- 1982 	Tomas Gustafson, Sverige
- 1983 	Rolf Falk-Larssen, Norge
- 1984 	Gaétan Boucher, Kanada
- 1985 	Hein Vergeer, Nederländerna
- 1986 	Geir Karlstad, Norge
- 1987 	Nikolaj Guljajev, Sovjetunionen
- 1988 	Tomas Gustafson, Sverige
- 1989 	Leo Visser, Nederländerna
- 1990 	Johann Olav Koss, Norge
- 1991 	Johann Olav Koss, Norge
- 1992 	Bonnie Blair, USA
- 1993 	Falko Zandstra, Nederländerna
- 1994 	Johann Olav Koss, Norge
- 1995 	Gunda Niemann, Tyskland
- 1996 	Gunda Niemann, Tyskland
- 1997 	Gunda Niemann, Tyskland
- 1998 	Ådne Søndrål, Norge
- 1999 	Rintje Ritsma, Nederländerna
- 2000 	Gianni Romme, Nederländerna
- 2001 	Hiroyasu Shimizu, Japan
- 2002 	Jochem Uytdehaage, Nederländerna
- 2003 	Anni Friesinger, Tyskland
- 2004 	Chad Hedrick, USA
- 2005 	Shani Davis, USA
- 2006 	Cindy Klassen, Kanada
- 2007 	Sven Kramer, Nederländerna
- 2008 	Jeremy Wotherspoon, Kanada
- 2009 	Shani Davis, USA
- 2010 	Martina Sáblíková, Tjeckien
- 2011   Bob de Jong, Nederländerna
- 2012   Christine Nesbitt, Kanada
- 2013   Ireen Wüst, Nederländerna
- 2014   Jorrit Bergsma, Nederländerna
- 2015   Brittany Bowe, USA
- 2016   Ted-Jan Bloemen, Kanada
- 2017   Sven Kramer, Nederländerna
- 2018   Håvard Holmefjord Lorentzen, Norge
- 2019   Kjeld Nuis, Nederländerna
- 2020   Natalja Voronina, Ryssland[2]
- 2021   Nils van der Poel, Sverige[3]
- 2022   Nils van der Poel, Sverige
- 2023   Jordan Stolz, USA
- 2024   Jordan Stolz, USA